# Verwaltungsgemeinschaft Eggenthal
Die Verwaltungsgemeinschaft Eggenthal im schwäbischen Landkreis Ostallgäu besteht seit der Gemeindegebietsreform am 1. Mai 1978. Ihr gehören als Mitgliedsgemeinden an:
1. Baisweil, 1388 Einwohner, 26,30 km²
2. Eggenthal, 1456 Einwohner, 28,04 km²
3. Friesenried, 1585 Einwohner, 22,25 km²

Sitz der Verwaltungsgemeinschaft ist Eggenthal.